# Parendacustes pahangi
Parendacustes pahangi är en insektsart som beskrevs av Andrej Vasiljevitj Gorochov 2003. Parendacustes pahangi ingår i släktet Parendacustes och familjen syrsor. Inga underarter finns listade i Catalogue of Life.